# Ronnie Vannucci Jr.
Ronald "Ronnie" Vannucci Jr. (Las Vegas, Nevada, 15 de febrero de 1976) es el baterista de la banda estadounidense de The Killers.

## Biografía

### Primeros años
Ronald Vannucci nació en Las Vegas, Nevada en Estados Unidos el 15 de febrero de 1976. De niño, Vannucci era muy inquieto y golpeaba cualquier cosa para producir música. A la edad de 6 años, logró convertirse en el músico más joven que haya tocado para la banda de Las Vegas; él tocó la batería para "Play That Funky Music White Boy" en un restaurante en in Caesars Palace. En cuarto grado, Ronnie ganó el concurso de talento de su escuela tocando su batería. Cuando era adolescente Vannucci escuchaba música Hard rock y Heavy metal y siempre usaba botas. Aprendió a tocar la guitarra por parte de su padre, asistió a las preparatorias Clark y Western, fue en esa época cuando Ronnie forma su primera banda llamada Purple Dirt. Durante este tiempo se vio influenciado por bandas como The Cure y Pantera. Asistió a la Universidad de Nevada, en Las Vegas y también a la Universidad de York.
Entre las bandas a las cuales Vannucci perteneció se encuentran Atta Boy Skip (ska-punk), Romance Fantasy, y Free Food (cover-band). Atta Boy Skip tuvo una gran aceptación entre los estudiantes de la preparatoria a la cual asistía Ronnie. Free Food fue una banda que solo cantaba covers de canciones clásicas de rock que tocaba en algunos eventos públicos locales en Las Vegas. A finales de los '90s perteneció a un grupo de indie rock llamado Expert, la última banda a la que perteneció fue Romance Fantasy con Rodney E. Pardey también conocido como Michael Valentine, nombre que inspiró el título de la canción escrita por Brandon Flowers "The Ballad of Michael Valentine ".

### The Killers
En el 2002 Ronnie y Mark Stoermer mientras eran miembros de otras bandas conocieron a Keuning y a Flowers. Finalmente, ambos fueron convencidos de unirse a The Killers y comenzaron a reunirse en el garaje de Vannucci para trabajar en nuevas canciones. Hasta la fecha aún pertenece tocando la batería.

### Big Talk
En el 2011 durante uno de los descansos de The Killers se anunciá que Ronnie Vannucci Jr. tenía un proyecto paralelo llamado Big Talk en el cual el sería el Vocalista y Guitarrista de la banda. Los aficionados también fueron notificados a través de sitio de los seguidores de The Killers, The Victims (como se les dice a los seguidores de la banda).
La banda estaba formada por Ronnie Vannucci Jr y su amigo de la infancia Taylor Milne, además de John Spiker, John Konesky y Brooks Wackerman. 
El primer álbum se tituló Big Talk. NME nombró el álbum # 24 de sus mejores discos de 2011 lista. El álbum fue mezclado por Alan Moulder y grabado en Londres con Joe Chiccarelli como productor.

## Discografía

### The Killers
- Hot Fuss (2004)
- Sam's Town (2006)
- Day & Age (2008)
- Battle Born (2012)
- Wonderful Wonderful (2017)

### Big Talk
- Big Talk (2011)
- Straight In No Kissin' (2015)

### Colaboraciones
- "Departure" - Mt. Desolation (2010)
- "Midnight Ghost" - Mt. Desolation (2010)
- "Playing with Fire" - Brandon Flowers (2010)
- "Untangled Love" - Brandon Flowers (2015)